# Hoplomachus (genus)
Hoplomachus is een geslacht van wantsen uit de familie blindwantsen. Het geslacht werd voor het eerst wetenschappelijk beschreven door Fieber in 1858 .

## Soorten
Het genus bevat de volgende soorten:

- Hoplomachus affiguratus (Uhler, 1895)
- Hoplomachus flavopilosus (Reuter, 1879)
- Hoplomachus regina (Reuter, 1876)
- Hoplomachus thunbergii (Fallen, 1807)